# المظفر غازي
الملك المظفر شهاب الدين غازي بن العادل أبو بكر بن نجم الدين أيوب هو الحاكم الأيوبي على ميافرقين (1220–1247). كان المظفر غازي أحد أبناء السلطان العادل، الذي حكم الدول الأيوبية الصغيرة في الشرق الأوسط بينما كان والدهم يحكم مصر.

## السنوات المبكرة
في عام 1211 م (608 هـ) أعطاه والده الرها وسروج وقام ببناء بوابة جديدة رائعة للرها في السنوات التي تلت ذلك. وفي عامي 1220-1221 (617 هـ) اُستبدل على هذه المدن بأخيه الأشرف، وحصل بدلًا منها على ميافارقين وأخلاط. وكان الإخوة قريبين جدًا لدرجة أن الأشرف، الذي لم يكن لديه أطفال، جعل أيضًا المظفر غازي نائبًا له ووريثًا في ممتلكاته.
وفي العام التالي لهذا الاتفاق، توفي والدهم العادل في وسط الغزو الصليبي لمصر، وخلفه ابنه الأكبر الكامل. توجه الأشرف جنوبًا لمساندة أخيه في الحملة ضد الصليبيين، وفي أثناء غيابه ثار عليه المظفر غازي. وعقابًا له، حُرم من ولاية الأشرف، وحُسم أمره إلى ميافارقين. ومع ذلك يبدو أنه باستثناء هذه الحادثة كان الإخوة حليفين مقربين.

## الحملات الأناضولية
وبعد ذلك شارك المظفر غازي بكل إخلاص في عدد من الحملات مع أقاربه ضد العديد من الحكام المحليين الآخرين، مما أدى إلى توسيع نطاق الأراضي الأيوبية إلى المناطق الجبلية في جنوب شرق الأناضول. كانت إحداها في عام 1230م ضد جلال الدين منكبرتي، آخر الخوارزمشاهيين، الذي استولت جيوشه على مدينة أخلاط الأيوبية. قام المظفر غازي بحشد قواته للانضمام إلى جيش مشترك من القوات الأيوبية وجيوش الحاكم السلجوقي علاء الدين كيقباد الذي اتحد ضد التهديد الخوارزمي. في معركة ياسي جمن في 9 آب 1230 (25 رمضان 627 هـ) هُزمت القوات الخوارزمية، واستعاد الأيوبيون أخلاط.
كانت إحدى الحملات الأيوبية الرئيسة ضد الأمير مسعود، الذي كان يسيطر على المدينتين المهمتين استراتيجيًا، ديار بكر وحصن كيفا. كانت السيطرة على هذه المناطق مهمة بما يكفي لتبرير تجميع جيش مشترك كبير يضم قوات من جميع الإمارات الأيوبية. انضمت قوات المظفر من ميافارقين إلى جيش الكامل المصري وجيش الأشرف أثناء تقدمهم شمالًا إلى ديار بكر. واجتمعوا أمام ديار بكر في 5 تشرين الأول 1232 (20 ذي الحجة 629) وبعد ثلاثة عشر يومًا فقط سلّم مسعود المدينة. أمر الكامل المظفر غازي بالذهاب مع الأشرف إلى مدينة حصن كيفا، وهي مدينة أخرى تابعة لمسعود، والحصول على استسلامها أيضًا، وأخذوا مسعود معهم تحت حراسة مشددة. ومع ذلك استمرت الحامية في حصن كيفا في الدفاع عن المدينة حتى تشرين الثاني 1232 م (صفر 630 هـ). ولم يستفد المظفر غازي من هذه الحملة، إذ سُلمت المدينتان المفتوحتان إلى الصالح أيوب ابن السلطان.

## التهديد المغولي
تمتع المظفر الغازي بفترة حكم طويلة وسلمية في ميافارقين، وبنى مدرسة، ووسّع المسجد، وحسّن التحصينات. كانت ميافارقين تقع على الحافة الخارجية للدولة الأيوبية، وفي عهد المظفر غازي وابنه الكامل محمد الذي خلفه في عام 1247 (645)، كانت المدينة تحت تهديد مستمر من السلاجقة والمغول. وكان أحد أخطر التهديدات قد جاء في عامي 1240-1241 (638 هـ) عندما وصلت سفارة مغولية وطالبت بتسليم المدينة. وبطريقة ما، تمكن المظفر غازي من رشوتهم أو إقناعهم بالمغادرة. توفي سنة 1247 وخلفه ابنه الكامل محمد.